# Gongylostoma
Genre
Gongylostoma est un genre de mollusques gastéropodes terrestres de la famille des Urocoptidae.

## Liste des espèces
Selon World Register of Marine Species (30 novembre 2024) :
- Gongylostoma arangiana (Arango, 1878)
- Gongylostoma artemisiae (L. Pfeiffer, 1863)
- Gongylostoma bahamensis (L. Pfeiffer, 1861)
- Gongylostoma cardenasi C. de la Torre & Bartsch, 1972
- Gongylostoma confusa (Arango, 1882)
- Gongylostoma consimilis C. de la Torre & Bartsch, 1972
- Gongylostoma elegans (L. Pfeiffer, 1839)
- Gongylostoma fortis (L. Pfeiffer, 1863)
- Gongylostoma heterosculpta (C. de la Torre, 1932)
- Gongylostoma hilleiana (Arango, 1876)
- Gongylostoma lirata (L. Pfeiffer, 1863)
- Gongylostoma michaeli C. de la Torre & Bartsch, 1972
- Gongylostoma peccatrix C. de la Torre & Bartsch, 1972
- Gongylostoma pipianensis C. de la Torre & Bartsch, 1972
- Gongylostoma planospira (L. Pfeiffer, 1855)
- Gongylostoma proxima C. de la Torre & Bartsch, 1972
- Gongylostoma spatiosa C. de la Torre & Bartsch, 1972

## Systématique
Le nom valide complet (avec auteur) de ce taxon est Gongylostoma Albers (d), 1850,.
Gongylostoma a pour synonymes :
- Cylindrella (Gongylostoma) Albers, 1850
- Urocoptis (Gongylostoma) Albers, 1850

### Publication originale
- (de + la) Joh. Christ. Albers, Die heliceen nach natürlicher verwandtschaft systematisch geordnet, Berlin, Inconnu, 1850, 278 p. (OCLC 28786793, DOI 10.5962/BHL.TITLE.11507, lire en ligne).